# Месео
Месео (грч. Μεσαίο) је насељено место у општини Даутбал у периферији Средишња Македонија, Грчка. Према попису из 2021. године било је 517 становника.
Према бугарском географу и историчару, Василу Канчову, у Месеу је 1900. године живело 150 Турака. Године 1924. турско становништво је принудно исељено у Турску а на њихово место је насељено 48 грчких избегличких породица из Турске. На попису из 1928. године у Месеу је било 184 становника. Село се раније звало Џумаја или Џума.